# Las Sabanas
Las Sabanas är en kommun (municipio) i Nicaragua med 4 896 invånare (2012).  Den ligger i den bergiga nordvästra delen av landet, 22 km söder om Somoto, i departementet Madriz. Kommunen har flera ekologiska jordbruk som bland annat producerar kaffe och ost.

## Geografi
Las Sabanas gränsar till kommunerna  San Lucas  i norr, Pueblo Nuevo i öster och  San José de Cusmapa  i söder, samt till Honduras i väster. Kommunens största ort är centralorten Las Sabanas med 904 invånare (2005). Den näst största tätorten är El Cipián med 167 invånare (2005), två kilometer söder om centralorten.

## Natur
I den östra delen av kommunen ligger Naturreservatet Tepesomoto-La Pataste.

## Historia
Las Sabanas befolkades ursprungligen av immigranter från Honduras. Den blev en självständig kommun 1942 genom en utbrytning från San Lucas. År 1962 bröts den södra delen av kommunen ut för att bilda den självständiga kommunen San José de Cusmapa.

## Religion
Kommunen firar sin festdag den 15 maj till minne av Sankt Isidor av Madrid.